# Stadionul Viitorul (Ovidiu)
Het Stadionul Viitorul (ook Stadionul Central Academia Hagi) is een multifunctioneel stadion in Ovidiu, een stad in Roemenië. 
Het stadion wordt vooral gebruikt voor voetbalwedstrijden, de voetbalclub FC Viitorul Constanța maakt gebruik van dit stadion. In het stadion is plaats voor 4.554 toeschouwers. Het stadion werd geopend in 2014. Het Roemeens voetbalelftal onder 21 speelde hier een aantal keer een kwalificatiewedstrijd voor het Europees kampioenschap.